# HOME'S楽天KCカード
HOME'S楽天KCカード（ホームズらくてんケーシーカード）は、楽天株式会社（以下「楽天」）の連結子会社である楽天KC株式会社が楽天の持分法適用関連会社で不動産情報ポータル「HOME'S」を運営する株式会社ネクストと提携し発行するクレジットカードである。

## 概要
- 年会費は永年無料。
- 国際ブランドはVISA。
- ビットワレット株式会社のEdyを搭載（HOME'S楽天KCカードでEdyにチャージした場合は点でうれしいプレゼントの付与の対象にはならない）。

## 特徴
HOME'S楽天KCカードの最大の特徴は、賃貸物件の家賃を支払う事が出来る事である。取扱不動産業者の賃貸物件に入居する場合に支払う事ができ、今のところ北海道、新潟県、千葉県、東京都、神奈川県、埼玉県、静岡県、岐阜県、大阪府、兵庫県、岡山県、愛媛県、福岡県及び鹿児島県の業者が取り扱っている。